# 天禧 (宋)
天禧（てんき）は、北宋の真宗趙恒の治世に行われた4番目の年号。1017年 - 1021年。

## 西暦等との対照表
| 景徳 | 元年   | 2年    | 3年    | 4年    | 5年         |
| 西暦 | 1017年 | 1018年 | 1019年 | 1020年 | 1021年      |
| 干支 | 丁巳   | 戊午   | 己未   | 庚申   | 辛酉        |
| 遼   | 開泰6  | 開泰7  | 開泰8  | 開泰9  | 開泰10 太平 |